# Vladimir Pikalov
Vladimir Karpovič Pikalov (rusko Владимир Карпович Пикалов), ruski general in vojak * 15. september 1924, Armavir, Sovjetska zveza † 29. marec 2003, Moskva, Rusija.
Pikalov je od leta 1968 do 1988 poveljeval kemičnim četam ZSSR. Med drugo svetovno vojno je bil večkrat ranjen in sodeloval v bitkah pri Moskvi, Stalingradu in Kursku.
Vodil je specializirane vojaške enote na mestu nesreče v jedrski elektrarni Černobil.

## Biografija
Pikalov se je rodil 15. septembra 1924 v Armavirju, v družini javnega uslužbenca. Od leta 1931 do maja 1941 je študiral v srednji šoli v Kislovodsku številka 7. Njegov oče Kapl Ivanovič Pikalov je umrl leta 1974 in je pokopan v Armavirju. Marija Maksimovna Pikalova, njegova mati, je umrla leta 1973 in je pokopana v Moskvi.
Ob invaziji osi na Sovjetsko zvezo je bil Pikalov v 9. razredu. Maja 1941 je vstopil v 1. topniško šolo v Rostovu na Donu, ki jo je končal s pospešenim tečajem februarja 1942. Sodeloval je v drugi svetovni vojni, sodeloval je v boju za Don, Stalingrad, stepe in 2. belorusko fronto. Prav tako je sodeloval pri osvoboditvi Kurska, Minska, Poznana in tudi pri napadu na Berlin. Trikrat je bil ranjen. V topništvu se je boril kot poveljnik voda, poveljnik baterije, pomočnik načelnika štaba topniškega oddelka v izvidništvu, adjutant višjega topniškega oddelka, ter izvidnika polka.
Avgusta 1945 je vstopil na Višjo vojaško topniško šolo Vorošilov, kjer je leta 1952 opravil diplomo vojaškega inženirja-kemika. Bil je načelnik kemijske službe divizije, višji častnik, namestnik in načelnik kemijskih čet vojaškega okrožja, namestnik načelnika vojaške akademije za izobraževanje in raziskovanje. Bil je tudi član Vseslovanske komunistične partije (boljševikov) od leta 1949. 
Junija 1968 je diplomiral na Vojaški akademiji Generalštaba. Od marca 1968 do decembra 1988 je bil vodja kemijskih čet ministrstva za obrambo ZSSR. Leta 1986 je Pikalov vodil specializirane vojaške enote na mestu nesreče v jedrski elektrarni Černobil. Pikalov je na kraj nesreče prispel popoldne 26. aprila 1986 in prevzel poveljstvo v Černobilu. Med delom v Černobilu je bil izpostavljen velikim odmerkom sevanja, kar mu je tudi povzročilo delno slepoto. 
Pikalov je umrl 29. marca 2003 v Moskvi v starosti 78 let. Pokopan je bil z družino v kolumbariju pokopališča Donskoye.

## V popularni kulturi
Pikalova je leta 2019 v HBO miniseriji Černobil upodobil igralec Mark Lewis Jones.